# Dostafyur
Dostafyur (ryska: Дастафюр, azerbajdzjanska: Dəstəfür) är en ort i Azerbajdzjan.   Den ligger i distriktet Daşkəsən Rayonu, i den västra delen av landet, 300 km väster om huvudstaden Baku. Dostafyur ligger 1 319 meter över havet och antalet invånare är 572.
Terrängen runt Dostafyur är kuperad åt nordväst, men åt sydost är den bergig. Dostafyur ligger nere i en dal. Närmaste större samhälle är Yukhary-Dashkesan, 11,6 km nordväst om Dostafyur. 
Trakten runt Dostafyur består i huvudsak av gräsmarker. Runt Dostafyur är det ganska tätbefolkat, med 52 invånare per kvadratkilometer.